# Udligenswil
Udligenswil är en ort och kommun i distriktet Luzern-Land i kantonen Luzern, Schweiz. Kommunen har 2 480 invånare (2023).